# Jordi Sebastià
Jordi Sebastià i Talavera (né en 1966 à Burjassot) est un écrivain, journaliste, universitaire et homme politique espagnol (valencien), membre de la Coalition Compromís.

## Biographie
En 2011, il est élu maire de Burjassot, mandat qu'il abandonne le 7 juin 2014 du fait de son entrée au Parlement européen à la suite des élections européennes de 2014 lors desquelles il est tête de la liste du Printemps européen. Il siège au sein du groupe des Verts/Alliance libre européenne. Il quitte le Parlement européen le 9 octobre 2016, conformément à l'accord de coalition entre son parti et Equo.